# Wojciech Frątczak
Wojciech Zbigniew Frątczak (ur. 9 kwietnia 1949 w Księżej Wólce) – polski duchowny rzymskokatolicki, doktor habilitowany nauk teologicznych, historyk. W latach 2016–2024 wikariusz generalny diecezji włocławskiej.

## Życiorys
Studiował filozofię i teologię w Wyższym Seminarium Duchownym we Włocławku w latach 1967–1974, z dwuletnią przerwą związaną z odbyciem służby wojskowej. 15 czerwca 1974 r. przyjął święcenia kapłańskie z rąk biskupa włocławskiego Jana Zaręby. W 1974 r. pracował jako wikariusz w Bytoniu, a w 1975 r. – w Russocicach. Od 1979 roku pracował w Kurii Diecezjalnej we Włocławku. W latach 1975–1978 studiował historię Kościoła w Akademii Teologii Katolickiej. Naukę zakończył w 1981 r. zdobyciem stopnia doktora historii Kościoła. W 2008 uzyskał stopień naukowy doktora habilitowanego na Wydziale Teologicznym Uniwersytetu Opolskiego.
Pracował w Wyższym Seminarium Duchownym we Włocławku, Papieskim Wydziale Teologicznym w Warszawie i Uniwersytecie Mikołaja Kopernika w Toruniu.
Jest ogólnopolskim duszpasterzem myśliwych, a także diecezjalnym kapelanem myśliwych i straży pożarnych.
24 lutego 1994 r. został mianowany kapelanem Jego Świątobliwości. Jest także kanonikiem gremialnym kapituły katedralnej we Włocławku.